# Пионер-2
Пионер-2 (англ. Pioneer 2, Thor-Able 3) — американский зонд для исследования Луны.

## Конструкция
Зонд «Пионер-2» конструктивно представлял цилиндр, приборы крепились по окружности на внутренней стенке, с обеих сторон цилиндр оканчивался усечёнными конусами высотой 17 см. Диаметр цилиндра - 74 см, высота корпуса - 76 см. Вдоль оси аппарата по центру проходила цилиндрическая рама двигательной установки, она образует основной конструктивный элемент зонда и выходит за пределы нижнего конуса корпуса. С нижнего конца рамы крепится двигательная установка корректировки скорости весом 11 кг. Она состоит из восьми небольших твердотопливных двигателей, установленных в кольцевом узле, который можно было сбросить после использования. Из переднего конуса корпуса выглядывало сопло небольшого твердотопливного тормозного двигателя, включением которого планировалось выйти на орбиту Луны. Корпус был изготовлен из многослойного пластика и был покрыт светлыми и тёмными полосами для регулирования температуры.
Научные приборы занимали вес 15,6 кг и состояли из:
- Инфракрасная сканирующая система для получения изображения Луны, особенно её не видимой с Земли части. В отличие от первых двух зондов («Пионер-0» и «Пионер-1»), на которых стояла система, разработанная предприятием Naval Ordnance Test Station (NOTS), на «Пионере-2» стояла более совершенная камера производства STL. Приёмник изображения был расположен на поверхности нижнего конуса и мог сканировать лишь один пиксель. Вращение аппарата вокруг оси формировало строки изображения, а движение зонда по орбите позволяло составить из строк целое изображение[3].
- Ионизационная камера для регистрации космического излучения.
- Сборка из диафрагмы и микрофона для детектирования микрометеоритов. Микрометеорит, попадающий в металлическую диафрагму, расположенную на части поверхности бокового цилиндра, возбуждал в ней акустические колебания. К микрофону был подключен полосовой усилитель, чтобы иметь возможность засекать даже самые маленькие микрометеориты[3].
- Магнитометр с поисковой катушкой и нелинейным усилителем для измерения магнитного поля Земли, Луны и межпланетной среды. В то время не было известно, есть ли у Луны собственное магнитное поле[3].
- Два термодатчика разных типов для измерения температуры внутри корпуса зонда[3].

На зонде стояли три типа электрических аккумуляторов - никель-кадмиевые для запуска двигателей, серебряно-цинковые для телевизионной системы и ртутно-цинковые для остальных систем. Радиопередача осуществлялась на частоте 108,06 МГц, стандартной частоте, используемой спутниками в Международном геофизическом году. Два комплекта антенн - электрическая дипольная, два штыря на нижнем конусе, использовалась для передачи телеметрии и приёма команд с Земли на частоте 115 МГц; магнитная дипольная антенна, спрятанная под верхним конусом, применялась для передачи сигнала телевизионной системы.

## Запуск

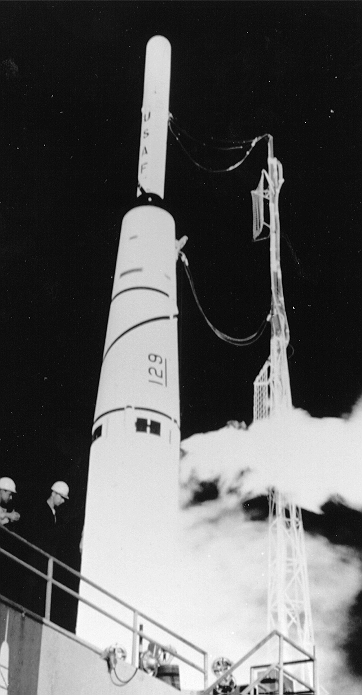
Тор-Эйбл с Пионером-2 на стартовом столе

«Пионер-2» был последним из трёх лунных зондов, запущенных по программе Тор-Эйбл. Запуск произошёл 8 ноября 1958 года. После неудачного из-за сбоя системы наведения запуска зонда «Пионер-1» эта система была доработана. Во время запуска первая и вторая ступени ракеты Тор-Эйбл с серийным номером 129 отработали без происшествий, но двигатель третей ступени не запустился. Причина сбоя третьей ступени неясна, но предполагалось, что не прошла команда от системы наведения, стоящей на второй ступени. Возможно, во время разделения ступеней был повреждён электрический кабель. «Пионер-2» совершил суборбитальный полёт с апогеем 1 550 км и вошёл в атмосферу над Северо-Западной Африкой. 

## Научные данные
Во время короткого полёта приборы и телеметрия работали нормально, и был получен небольшой объём научных данных. Было установлено, что в экваториальной области околоземного пространства поток космического излучения и его энергия выше, чем считалось ранее. Детектор микрометеоритов обнаружил, что около Земли плотность микрометеоритов выше, чем в космосе.